# 加维奥塔 (加利福尼亚州)

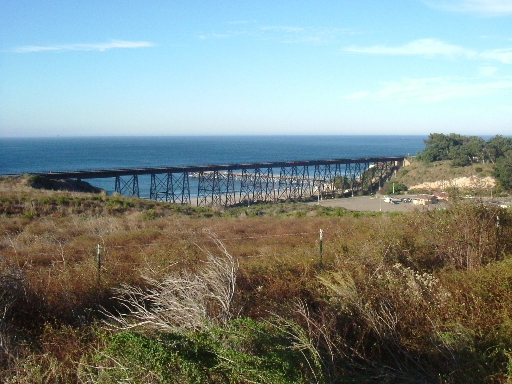
途径加维奥塔的铁路

加维奥塔（英語：Gaviota）是美国的一个非建制地區，位于加利福尼亚州的圣巴巴拉县，其以东约30英里（48）为该县县治圣巴巴拉市，以北15英里（24）为比尔顿。

## 历史
1769年8月24日，隶属于西班牙上加利福尼亞省的波尔托拉探险队首次进入加维奥塔，并于加维奥塔溪北部扎营。探险队在次年1月6日返回圣地亚哥时再次经过该地区。方济各会的传教士胡安·克雷斯皮在其记录中写道，“我将这个地方命名为圣路易斯雷伊，不过队员们更乐意称之为加维奥塔，因为他们在这里杀死了一只海鸥”。加维奥塔于西班牙语中为海鸥之意。

## 地理
加维奥塔南临太平洋，其西部与北部为加维奥塔州立公园。101号美国国道与1号加利福尼亚州州道穿过该地区，连接着霍利斯特牧场与该地区，并在加维奥塔西部向北转入州立公园。

### 海岸
加维奥塔海岸几乎没有被开发过，是加州南部海岸中最长的乡村海岸线。2016年，一段起于戈利塔西部边界终于拉斯克鲁塞斯，总长为21英里的101号美国国道被定为国家风景公路，其中西部路段便经过加维奥塔海岸线。